# 黑嘴樹鴨
黑嘴樹鴨（學名：Dendrocygna arborea）是鴨科樹鴨屬的鳥類，已知僅分布於加勒比地區。

## 特徵
黑嘴樹鴨是樹鴨屬中最大及最深色的，長48-58厘米。牠們的喙是黑色的，頭部及腳都很長。牠們的前頸淡色，面部呈淺褐色。冠、背部、胸部及雙翼呈深褐色至黑色，身體的其他部份是白色的，有很密的黑色斑紋。雄鳥及雌鳥相似，雛鳥的則較深色，腹部顏色也較不明確。

## 分佈及行為
黑嘴樹鴨散佈在西印度群島，最大的群族是在巴哈馬群島，在古巴、開曼群島、安提瓜和巴布達及牙買加也有少數的群族。雖然牠們大部份時間都站著不動，但遷徙就可以達100公里以上。牠們會在樹孔、樹枝、叢林、地上及其他茂密的地方築巢。牠們每次會生10-16隻蛋。牠們習慣在樹上生活。
黑嘴樹鴨是夜間活動的，在沼澤及紅樹林出沒。牠們主要吃植物的部份，包括王棕屬的果實。

## 保育狀況
黑嘴樹鴨受到大量捕獵，其蛋亦被採集。牠們所居住的濕地因開發而逐漸消失，而餘下的大部份都受到破壞。牠們正受到《瀕危野生動植物種國際貿易公約》附錄二及《遷移物種公約》附錄二的保護

## 外部連結
- BirdLife Species Factsheet（页面存档备份，存于）
- ARKive有關黑嘴樹鴨的相片及映片